# Simbología francmasónica

La escuadra, el compás y la letra G son algunos de los símbolos de la masonería.

El término simbología francmasónica (también, simbología masónica) se refiere al estudio del significado de los símbolos francmasónicos y de los mensajes que encierran, basados fundamentalmente en los instrumentos de la albañilería de los antiguos maçones (albañiles) medievales.

## Función del símbolo en la masonería
Los símbolos otorgan a los miembros de la masonería o francmasonería un lenguaje particular, con expresiones que solo los francmasones pueden comprender a plenitud. Constituyen mecanismos educativos que permiten el conocimiento de las doctrinas masónicas, por lo que suele decirse que éstas están contenidas en los símbolos, lo que les confiere la posibilidad de su permanencia y actualidad.[cita requerida]
Estos símbolos tienen un doble sistema de decodificación: uno está basado en la tradición y le da a cada uno de los símbolos y al conjunto de los mismos determinados significados, que constituyen una suma de mensajes-enseñanza tradicionales; el otro es la libre especulación filosófica, basada en el ejercicio de la racionalidad y la libertad humanas para la interpretación.[cita requerida]

En ambos casos, los símbolos masónicos cumplen la función de comunicar ideas por medio de mensajes visuales. El receptor del mensaje debe decodificarlo, es decir, reconstruir su sentido, o darle uno, lo que supone el conocimiento del código o hermenéutica utilizados, esto es, del sistema de convenciones socializadas que sirve para interpretar los símbolos, lo que suele implicar un acuerdo social respecto de la asignación, más o menos detallada, de un significado a un significante, lo que constituye un proceso en constante evolución.
Muchas tradiciones masónicas constituyen códigos de interpretación rígidos y detallados, generalmente cargados de elementos morales, esotéricos y religiosos, mientras que la filosofía es una hermenéutica (o código más débil y menos detallado) que permite la libre interpretación simbólica, desde una perspectiva ética y humanista, considerando factores socioeconómicos, culturales y personales, que influyen sobre dicha interpretación.[cita requerida]
La simbología francmasónica es una simbología aplicada que, con métodos tradicionales, ha producido similares efectos, especialmente psicológicos y conductuales, a los que actualmente obtiene la comunicación televisiva y publicitaria: la influencia en las actuaciones de los seres humanos. Sus diferencias básicas estriban en la tecnología utilizada y, fundamentalmente, en sus objetivos, ya que la programación televisiva y la publicidad están supeditadas a fines de orden comercial, crematísticos, propios de la sociedad de consumo, mientras que la francmasonería pretende el mejoramiento ético-moral del ser humano desde una perspectiva idealista.[cita requerida]
La parte más estudiada de la simbología masónica es la semántica masónica, o significado de los símbolos de la construcción, llamado simbolismo masónico, el cual está basado fundamentalmente en la idea de la construcción de un templo simbólico, con variaciones interpretativas de conformidad con los ritos y del grado masónico de que se trate (aprendiz, compañero o maestro).[cita requerida]
Como los elementos visuales y aun rituales presentes en la masonería se refieren a símbolos, prácticamente todo lo que sucede en ella tiene carácter simbólico y conlleva un propósito docente que es importante conocer para entender el significado de cada signo. Los significados de cada símbolo aparecen publicados en diccionarios de masonería y también, en muchos casos, en la liturgia correspondiente a cada uno de los grados.[cita requerida]

## Simbolismo masónico
La forma tradicional de estudiar el simbolismo masónico (como glosario de significados de símbolos aislados) supone el alejamiento de la masonería de la realidad social. Sin embargo, si se estudian los símbolos contextualizados respecto de su entorno temporal y espacial, en relación con la ciencia, la filosofía, la semiología y la historia, se puede tener una comprensión más cabal de los mensajes que trasmiten, de los emisores de los mismos, de la sociedad en que fueron emitidos y de la validez y aplicabilidad de dichos mensajes.
Estudiar el simbolismo en esta forma implica no solo conocer el lenguaje masónico y actualizar permanentemente su doctrina, sino que sirve para conocer una forma de influencia de los mensajes subliminales en el comportamiento de los seres humanos.

## Iniciación
De entre los varios conjuntos simbólicos que se pueden estudiar, cabe destacar el simbolismo iniciático, el simbolismo del tallado de la piedra, el simbolismo de la luz y de las luces y el simbolismo del templo, que tienen distintas interpretaciones, de conformidad con el código o hermenéutica utilizados por los distintos ritos, y por cada hermano/a masón/masona en particular.[cita requerida]

## Algunos ejemplos
- compás
- cuchara
- escuadra
- escuadra de comprobación
- llana
- regla de 24 pulgadas
- trabajo

## Otros símbolos
Algunos símbolos menos comunes en la masonería, pero que forman parte de esta hermandad, son: la flor de Lis o lirio de luz, que fue adoptada por Robert Baden-Powell, quien estableció este símbolo en el movimiento scout mundial, fundado en 1907 y, junto a la flor de lis, otros símbolos propios de la masonería, como: el apretón de la mano izquierda, el círculo de manos entrelazadas alrededor de una fogata y algunos ritos dentro de los niveles de ascenso de los jóvenes scouts. Aunque no se puede afirmar con total certeza que Baden-Powell haya sido masón, sí cabe decir que tuvo mucha cercanía y compartió con algunos de ellos e incluso apropió algunos elementos de la masonería en el movimiento scout. Elementos que en la actualidad se asocian perfectamente con la masonería y que, aunque no fuese el propósito de Baden-Powell, éste ha motivado indirectamente la creación de logias masonas modernas conformadas por quienes han sido o son scouts.[cita requerida]